# Franz Goldenberger
Franz Goldenberger, född 3 juni 1867 i München, död 6 september 1948 i Kirchdorf, var en tysk jurist, ämbetsman och politiker (BVP). Han var kultusminister i Fristaten Bayern från 1926 till 1933.

### Webbkällor
- Lilla, Joachim. ”Goldenberger, Franz” (på tyska). Bayerische Landesbibliothek Online. Arkiverad från originalet den 25 april 2014. https://www.webcitation.org/6P6URxaUP?url=http://verwaltungshandbuch.bayerische-landesbibliothek-online.de/goldenberger-franz. Läst 25 april 2014.